# Dierama pictum
Dierama pictum är en irisväxtart som beskrevs av Nicholas Edward Brown. Dierama pictum ingår i släktet Dierama och familjen irisväxter. Inga underarter finns listade i Catalogue of Life.